# Ліла Лі
Августа Вільгельміна Фредеріка Аппель (Augusta Wilhelmena Fredericka Appel), відома як Ліла Лі (англ. Lila Lee, 25 липня 1901 — 13 листопада 1973) — американська кіноакторка, популярна в епоху німого кіно.

## Біографія
Народилася 25 липня 1901 року в місті Юніон-Хілл, штат Нью-Джерсі, в сім'ї німецьких емігрантів. У ранньому віці з батьками переїхала в Нью-Йорк. Потрапила на театральну сцену ще в дитинстві і стала досить відомою, виступаючи в дитячому шоу Гаса Едвардса.
У 1918 році 17-річна акторка привернула увагу кіномагната Джессі Ласкі, який стояв біля витоків кінокомпанії «Famous Players-Lasky Corporation» (пізніше злита з Paramount Pictures). Ласкі запропонував їй контракт і в тому ж 1918 році Аппель під псевдонімом Ліла Лі дебютувала в кіно, отримавши головну роль в драмі «Круїз фантазерів». Ця роль забезпечила їй визнання публіки, і, як наслідок, успішний розвиток кар'єри.
Лі багато знімалася протягом 1920-х, граючи в парі з видними акторами свого часу — Уоллесом Рідом («Диктатор», 1922), Монті Блю («Викрадення нареченої», 1919), Томасом Міганом («Чоловік і жінка», 1919), Конрадом Найджелом («Літній безумство», 1920), Рудольфом Валентіно («Кров і пісок», 1922). У 1922 році вона потрапила в число WAMPAS Baby Stars, тобто молодих перспективних акторок, що додало їй популярності.
Була в трьох шлюбах, зокрема, у 1923 році одружилася з відомим актором Джеймсом Кірквудом, народила сина Джеймса Кірквуда-молодшого, шлюб тривав 6 років.
Кар'єра Ліли Лі почала згасати на початку 1930-х. Перші її звукові фільми виявилися невдалими, її стали знімати все рідше (частково через те, що вона захворіла на туберкульоз) — і в основному на другорядних ролях у прохідних картинах. У 1940-х вона повернулася в театр і взяла участь у кількох непримітних постановках, в 1950-х періодично знімалася в телесеріалах.
Ліла Лі померла від інсульту 13 листопада 1973 року в місті Саранак-Лейк у 72-річному віці. Згодом вона була удостоєна зірки на Голлівудській алеї слави.

## Вибрана фільмографія
- 1919 — Щеняча любов / Puppy Love
- 1921 — Божевільний одружується
- 1922 — Відплив
- 1929 — Тягар
- 1933 — Одинокий ковбой